# Ксенохараксы
Ксенохараксы (лат. Xenocharax) — род пресноводных лучепёрых рыб из семейства дистиходонтовых отряда хараксообразных. Распространены в бассейне реки Конго в Центральной Африке. Максимальные размеры представителей разных видов варьируют от 16,4 (Xenocharax crassus) до 26 см (Xenocharax spilurus). Эти рыбы безвредны для человека и не являются объектами промысла.

## Классификация
В состав рода включают 2 вида:
- Xenocharax crassus Pellegrin, 1900 — Большой ксенохаракс
- Xenocharax spilurus Günther, 1867